# 帕里什峰
79°55′S 82°1′W / 79.917°S 82.017°W
帕里什峰（英語：Parrish Peak），是南極洲的山峰，位於埃爾斯沃思地，屬於赫里蒂奇嶺中企業山的一部分，海拔高度1,775米，美國地質調查局根據測量和該國海軍的空中照片繪入地圖，現時由南極條約體系管理。